# Dansa de Mossèn Joan de Vic
La Dansa o Ball de Mossèn Joan de Vic és un ball parlat que forma part del Seguici Festiu de Reus i actua a la Festa Major i per les Festes de la Mare de Déu de Misericòrdia el mes de setembre.
Malgrat el seu nom, aquest ball no fa referència a cap personatge d'església. Mossèn vol dir cavaller, i correspon a un noble que va a lluitar contra els moros i que acaba morint. La cançó mostra el fil argumental de la dansa, que representa un enfrontament, ja que els balladors piquen amb els bastons que porten en una mà sobre uns escuts circulars (tapadores de fusta de les gerres antigues) que porten a l'altra.
Els primers documents que parlen de la dansa són de finals del segle xviii i durant el segle xix està present a les festes reusenques i solemnitats, com la visita de Ferran VII a Reus (1814), amb motiu de la jura d'Isabel II (1833) o de la visita de la reina mare (1844). També actua a diverses poblacions de la rodalia com Falset, a la dècada de 1860, o (representada per reusencs) a Barcelona, el 1870. A la segona meitat segle xix es deixà de ballar, coincidint amb la desaparició dels gremis. No es reincorporà a la festa major fins a l'any 1983, per una proposta coreogràfica del folklorista reusenc Josep Bargalló Badia, que manté la indumentària descrita al segle xix i la cançó que interpreten els balladors, que fa referència a les lluites d'un noble amb uns moros. S'estableix un combat a cop de bastó i rodella entre els dansaires.

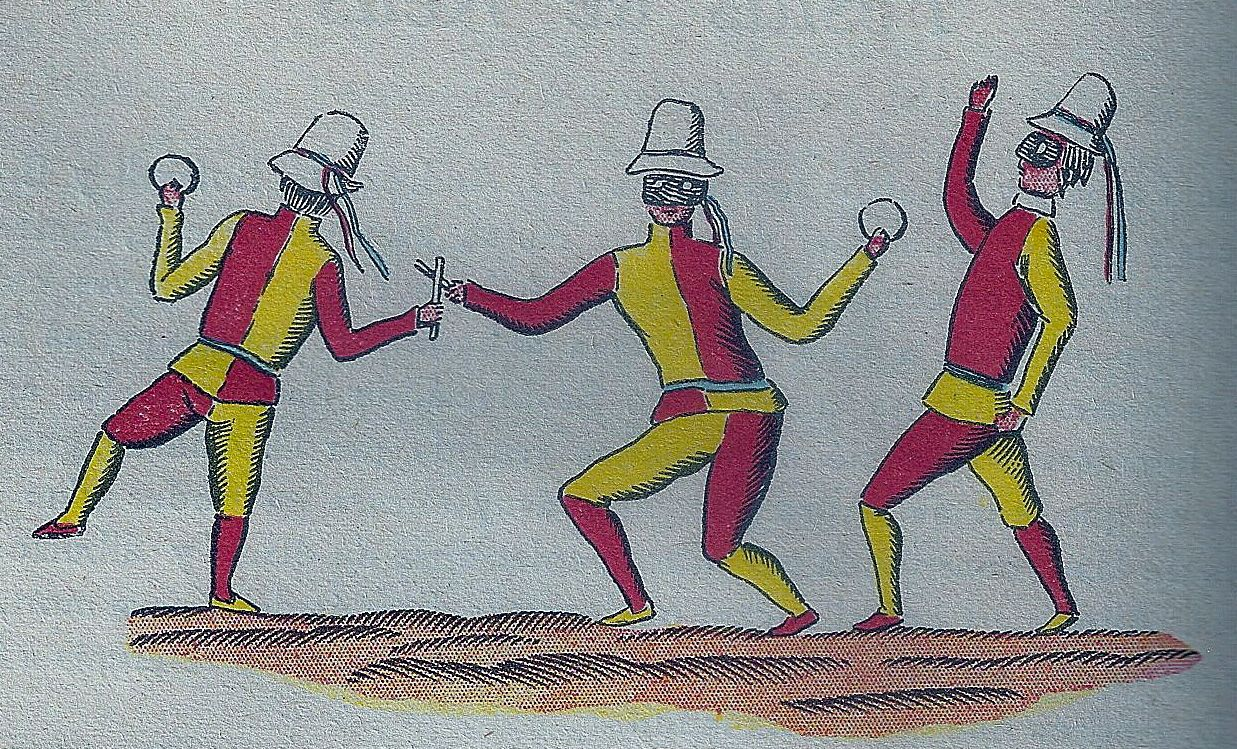
Dansa de Mossèn Joan de Vic. Dibuix d'Andreu de Bofarull

Antoni de Bofarull dona notícies d'aquesta dansa reusenca al primer terç del segle xix. Explica que antigament hi havia també un àngel i un diable, a més dels balladors. I segueix: "Duyan en la má esquerra, com en pretenció o apariéncia de antiga rodela, una planxa rodona de fusta de un pam de ample, ab agafador al derrera, ni més ni menos que un tap dels que serveixen per tapar gerras de las olivas o altras cosas, ab lo qual topava cada hu, al fer la girada, ab lo que li venia davant, de manera que seguint la música hi havia compàs de moviments, cops de sabres y cops de taps o rodelas, produhint una alternativa de sorolls de molt bon efecte. Era generalment la música dels balls de parlament, acompanyament de violí […] sobretot quan lo diálogo no és nomes recitat sino que porta una espècie d'entonació com la de Mossèn Joan de Vic" Avui veiem a Mossèn Joan i els qui ballen al seu voltant, colpejant rítmicament els bastons i les cobertores, i que, al final, el duen a les espatlles quan mor.
La lletra de la cançó que es canta avui explica el retorn de Mossèn Joan de la guerra i diu així:
| « | D'on veniu vos ara, Mossèn Joan de Vic? D'on veniu vos ara Tan trist i afligit? —De la guerra! Què fèieu a la guerra? — "Peleiava" Contra qui peleiàveu? —contra els moros! Mireu que us mataran! —que m'enterrin! I els fills com s'ho faran? —que treballin! I si no troben feina? —que captin! I si no els fan caritat —que robin! Als qui roben els pengen! —així s'estiren! | » |

Antigament la Dansa era ballada pel gremi de sabaters, encara que també els particulars pagaven balladors i feien noves colles. Potser s'havia representat a Sitges i a Barcelona, Cardedeu i Vilafranca. Manuel Milà i Fontanals, que havia vist ballar la dansa a Barcelona, la considerava com la pervivència d'una cerimònia guerrera del temps de les croades. Antoni de Bofarull constata que Joan de Vic, "que potser és un personatge fantàstich", és completament desconegut pels historiadors de la ciutat de Vic.
Els balladors porten màscara, vestits de dos colors alternats, blanc i blau i un barret al cap amb cintes de colors. El personatge del Mossèn Joan de Vic porta un barret relacionat amb una dignitat eclesiàstica, capa i vara. A una mà,els balladors porten un bastó i a l'altra una rodella de fusta simbolitzant l'espasa i l'escut